# Második Orban-kormány
A második Orban-kormány Románia kormánya, amely 2020. március 14. és december 7. között volt hivatalban, de – Ludovic Orban lemondását követően Nicolae Ciucă védelmi miniszter vezetésével, összhangban a román alkotmánnyal – ügyvivői minőségben, az új kormány megalakulásáig hivatalban maradt (december 23.).

## Kormányösszetétel
2020. március 14-től:
| Név                                                     | Hivatal kezdete   | Hivatal vége   | Párt           | Megjegyzés                      |
| Miniszterelnök                                          | Miniszterelnök    | Miniszterelnök | Miniszterelnök | Miniszterelnök                  |
| ------------------------------------------------------- | ----------------- | -------------- | -------------- | ------------------------------- |
| Ludovic Orban                                           | 2020. március 14. | december 7.    | PNL            | pártelnök                       |
| Nicolae Ciucă                                           | 2020. december 7. | december 23.   | PNL            | mint ügyvivő miniszterelnök     |
| Miniszterelnök-helyettes                                |                   |                |                |                                 |
| Raluca Turcan                                           | 2020. március 14. | december 23.   | PNL            |                                 |
| Belügyminiszter                                         |                   |                |                |                                 |
| Marcel Vela                                             | 2020. március 14. | december 23.   | független      |                                 |
| Egészségügyi miniszter                                  |                   |                |                |                                 |
| Victor Costache                                         | 2020. március 14. | március 26.    | PNL            |                                 |
| [Nelu Tătaru]                                           | 2020. március 25. | március 26.    | PNL            | Ideiglenesen, mint államtitkár. |
| Nelu Tătaru                                             | 2020. március 26. | december 23.   | PNL            |                                 |
| Európai alapok minisztere                               |                   |                |                |                                 |
| Ioan Marcel Boloș                                       | 2020. március 14. | december 23.   | PNL            |                                 |
| Gazdasági, energia és üzleti ügyek minisztere           |                   |                |                |                                 |
| Virgil Popescu                                          | 2020. március 14. | december 23.   | PNL            |                                 |
| Ifjúsági és sportminiszter                              |                   |                |                |                                 |
| Ionuț Stroe                                             | 2020. március 14. | december 23.   | PNL            |                                 |
| Igazságügy-miniszter                                    |                   |                |                |                                 |
| Cătălin Predoiu                                         | 2020. március 14. | december 23.   | PNL            |                                 |
| Közlekedési, infrastrukturális és hírközlési miniszter  |                   |                |                |                                 |
| Lucian Bode                                             | 2020. március 14. | december 23.   | PNL            |                                 |
| Környezetvédelmi, vízügyi és erdőgazdálkodási miniszter |                   |                |                |                                 |
| Costel Alexe                                            | 2020. március 14. | november 5.    | PNL            |                                 |
| Mircea Fechet                                           | 2020. november 5. | december 23.   | PNL            |                                 |
| Közmunkaügyi, fejlesztési és közigazgatási miniszter    |                   |                |                |                                 |
| Ion Ștefanl                                             | 2020. március 14. | december 23.   | PNL            |                                 |
| Külügyminiszter                                         |                   |                |                |                                 |
| Bogdan Aurescu                                          | 2020. március 14. | december 23.   | PNL            |                                 |
| Mezőgazdasági és vidékfejlesztési miniszter             |                   |                |                |                                 |
| Adrian Oros                                             | 2020. március 14. | december 23.   | PNL            |                                 |
| Munkaügyi és szociális miniszter                        |                   |                |                |                                 |
| Violeta Alexandru                                       | 2020. március 14. | december 23.   | PNL            |                                 |
| Művelődési miniszter                                    |                   |                |                |                                 |
| Bogdan Gheorghiu                                        | 2020. március 14. | december 23.   | PNL            |                                 |
| Nemzetvédelmi miniszter                                 |                   |                |                |                                 |
| Nicolae Ciucă                                           | 2020. március 14. | december 23.   | független      |                                 |
| Oktatási és kutatási miniszter                          |                   |                |                |                                 |
| Monica Anisie                                           | 2020. március 14. | december 23.   | PNL            |                                 |
| Pénzügyminiszter                                        |                   |                |                |                                 |
| Florin Cîțu                                             | 2020. március 14. | december 23.   | PNL            |                                 |

## Története

### Megalakulása
A koronavírus-járvány miatt rendkívüli intézkedések közepette 2020. március 14-én a román parlament – 286 igen szavazattal, 23 ellenében, egy tartózkodás mellett – bizalmat szavazott a másfél hónapja megbuktatott Ludovic Orban változatlan összetételű kormányának. Az otthoni karanténban lévő miniszterjelölteket videókapcsoláson keresztül hallgatták meg a szakbizottságok tagjai, a maszkokat viselő törvényhozók pedig egyesével járultak a parlamentben kijelölt szavazóterembe. A jobbközép Nemzeti Liberális Párt (PNL) egyszínű kormányát az ellenzéki Szociáldemokrata Pártnak (PSD) a támogatásával iktatta be a törvényhozás.

### A kormány összetételének változása
2020. március 25-én benyújtotta lemondását Victor Costache egészségügyi miniszter, miután a médiában megszólaltatott szakemberek többsége felrótta neki, hogy a romániai koronavírus-helyzetet nem kezelte megfelelően, s felelőst láttak benne, mivel késve lett megszervezve a – nem járványkórházban dolgozó – orvosok megfelelő védőfelszereléssel való ellátása. Az egészségügyi minisztérium vezetését, ideiglenesen államtitkára, Nelu Tătaru vette át, akit a kormányfő másnap felmentett az államtitkári beosztásból, hogy Klaus Johannis államfő kinevezhesse a tárca élére. Costel Alexe környezetvédelmi miniszter 2020 novemberében benyújtotta lemondását, mivel a szeptember 27-ei helyhatósági választásokon a Iași megyei tanács elnökének választották. Helyét államtitkára, Mircea Fechet vette át (november 5.).

### A kabinet bukása
A 2020. december 6-ai parlamenti választáson melyen a PNL alulmaradt a szociáldemokratákkal szemben, így másnap Ludovic Orban kormányfő benyújtotta lemondását, amit az államelnök még aznap el is fogadott. Helyét a kormány élén – ügyvezetői minőségben – védelmi minisztere, Nicolae Ciucă vette át.

## Megjegyzés
1. ↑  Románia Alkotmányáról szóló 429/2003. számú törvény III. Cím III. Fejezet 110. szakasz (2) bekezdése.
2. ↑  A PNL-be csak 2020 októberében lépett be, hogy felkerülhessen a párt Dolj megyei szenátori listájára.